# Teuderion
Teuderion, im Lateinischen Teuderium (altgriechisch Τευδέριον) ist ein Ortsname, der in der Geographia des Claudius Ptolemaios als einer der im Innern Germaniens nördlicher liegenden Orte (πόλεις) mit 29° 20′ Länge (ptolemäische Längengrade) und 53° 20′ Breite bzw. 29° 30ˈ Länge und 54° 00′ Breite angegeben wird. Teuderion liegt damit nach Ptolemaios zwischen Mediolanum und Bogadion. Wegen des Alters der Quelle kann eine Existenz des Ortes um 150 nach Christus angenommen werden.
Bislang konnte der Ort nicht sicher lokalisiert werden. Ein interdisziplinäres Forscherteam um Andreas Kleineberg, das die Angaben von Ptolemäus neu untersuchte, lokalisiert zurzeit Teuderion nach den transformierten antiken Koordinaten beim heutigen Beelen in Nordrhein-Westfalen. Durch einen Urnenfund in der Bauerschaft Hörster im Jahr 1928 wurden in Beelen germanische Wohngruben aus der Zeit 100–150 n. Chr. nachgewiesen.